# Pseudomicronia soror
Pseudomicronia soror är en fjärilsart som beskrevs av Alphéraky. Pseudomicronia soror ingår i släktet Pseudomicronia och familjen Uraniidae. Inga underarter finns listade.